# هندسة سمعية
الهندسة السمعية أو الهندسة الصوتية هو فرع من فروع الهندسة يتعامل مع الصوت والتذبذب. وهو التطبيق العملي لعلم الأصوات. المهندسين الهندسة السمعية يتعاملون في الغالب مع تصميم وتحليل والتحكم بالصوت.
من أحد أهداف الهندسة السمعية هو السيطرة على الصوت وذلك بمكافحة الضجيج.